# Perbromato

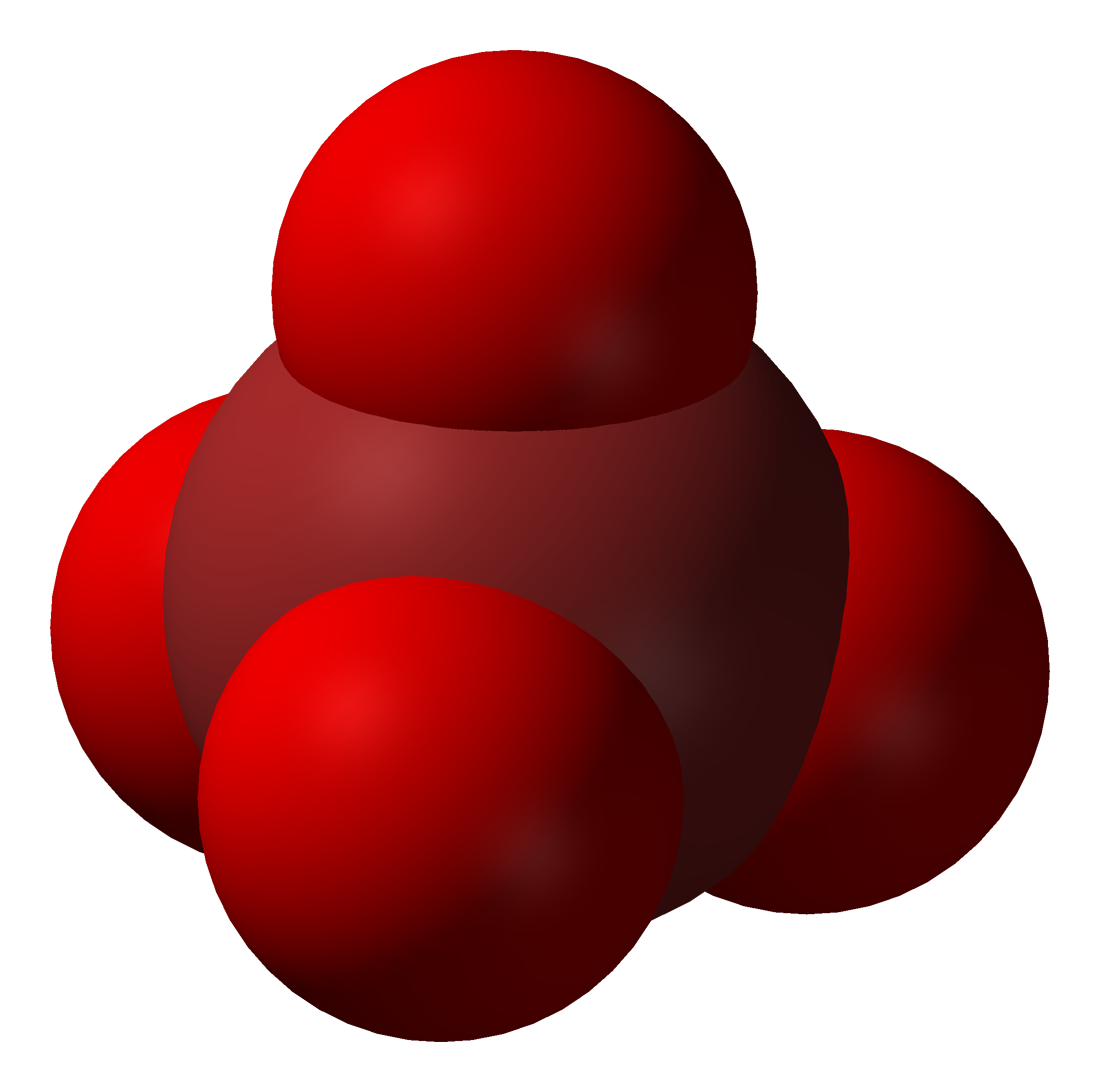
Modelo espacial compacto, o de bolas 3D, del anión perbromato, BrO_{4}^{−} mostrando la estructura tetraédrica.

En química, el ion perbromato es el anión cuya fórmula química es BrO4-. Es un oxoanión de bromo, la base conjugada del ácido perbrómico, en el cual el átomo de bromo presenta estado de oxidación +7.
El término perbromato se refiere también a los compuestos iónicos que contienen el anión perbromato, BrO4−, o el grupo funcional BrO4−.

## Síntesis
A diferencia de su análogo de cloro, perclorato o ClO4−, el anión perbromato es difícil de sintetizar. Tiene geometría molecular tetraédrica.
Los intentos de síntesis de los perbromatos no tuvieron éxito hasta 1968, cuando finalmente se obtuvo por desintegración beta de selenio-83 en una sal de selenato. Posteriormente, fue sintetizado de nuevo con éxito por electrólisis de LiBrO3, aunque sólo con un rendimiento bajo. Más tarde, se obtuvo por oxidación de bromato con difluoruro de xenón. Una vez que se obtuvieron los perbromatos, el ácido perbrómico se puede obtener por protonación de BrO4-.
Otro método de producción de perbromato es por oxidación de bromatos con flúor en condiciones alcalinas:
BrO3- + F2 + 2 OH- → BrO4- + 2 F- + 2 H2O
Esta última síntesis es mucho más fácil de realizar a gran escala que mediante el método de electrólisis o mediante la oxidación por el difluoruro de xenón.
Los perbromatos también se pueden obtener mediante electrólisis.

## Propiedades
El ion perbromato es un agente oxidante fuerte.  El potencial de reducción para el par BrO4−/Br− es +0.69 V para pH=14.